# Bembidion prosperum
Bembidion prosperum är en skalbaggsart som beskrevs av Thomas Casey. Bembidion prosperum ingår i släktet Bembidion och familjen jordlöpare. Inga underarter finns listade i Catalogue of Life.